# Venezillo hendersoni
Venezillo hendersoni là một loài chân đều trong họ Armadillidae. Loài này được Boone miêu tả khoa học năm 1934.